# Литтония
Литто́ния (лат. Littonia) — род цветковых растений семейства Безвременниковые (лат. Colchicaceae), включает в себя около 10 видов многолетних клубневых лиан. В настоящее время включается в состав рода Глориоза (лат. Gloriosa).

## Ботаническое описание
Многолетняя красивоцветущая клубневая лазящая лиана. За опору цепляется видоизменёнными в усики концами листьев. Стебли до 2 м длиной. Листья яйцевидно-ланцетные или линейные около 15 см, на верхних частях стеблей очередные или супротивные, в нижней части стебля — мутовчатые, на концах переходят в усики, которые выполняют опорную функцию, цепляясь за окружающие предметы. Цветёт летом поникающими колокольчатыми цветками. Теплолюбивое растение, не переносит температуру ниже 12 °C.

## Ареал и местообитание
Растёт в поросших густым кустарником областях в Сенегале, Южной Африке и, часто, в приморских песчаных областях на Аравийском полуострове.

## Хозяйственное значение и применение
В декоративном озеленении используется в вертикальном озеленении, в зимних садах и отапливаемых теплицах; в безморозных областях — посадка в открытом грунте, например, в группах среди невысоких кустарников.

### Агротехника
Посадка. Клубни высаживают осенью или в начале весны на глубину 10-15 см в обычный садовый субстрат с добавлением мелкого щебня, на солнечное место.
Уход. В начале роста обильно поливать, подкармливать раз в 3-4 недели жидким комплексным удобрением, употреблять 1/2 рекомендованной дозы. После отцветания, по мере увяданию листьев, полив уменьшить и постепенно прекратить, зимой почти не поливать. Клубни плохо переносят пересаживание, поэтому делайте это только в случае необходимости. В открытом грунте выращивать в умеренно питательном, хорошо дренированном субстрате на ярком солнце. Растение лазящее, нуждается в опоре.
Размножение. Высевом семян весной, посев содержать при температуре 19-24 градуса; делением клубней в период зимнего покоя, доращиванием дочерних клубеньков.